# Tour della nazionale maschile di rugby a 15 dell'Inghilterra 1984
Nel 1984 la nazionale inglese di "rugby a 15", si recò in tour in Sudafrica.  L'iniziativa creò grosse polemiche, a causa del regime di apartheid che vigeva in Sudafrica. In quegli anni il governo sudafricano era sotto una forte pressione internazionale, anche attraverso il boicottaggio sportivo. Alcuni sport non olimpici, come il rugby, il cricket e l'automobilismo, aggiravano tale boicottaggio, con conseguenti contestazioni nei loro confronti.
Per cercare di salvare la faccia, ma in realtà legittimando l'apartheid, gli inglesi affrontarono anche le selezioni della SARFU e della SARA, federazioni aperte (ma in pratica riservate) ai giocatori di colore.
Dal punto di vista sportivo il tour riservò agli inglesi brutti risultati con due sconfitte nei test con gli Springboks, soprattutto a causa dell'inesperienza (10 giocatori erano esordienti e 7 giocarono la prima partita ufficiale in assoluto contro il Sudafrica) e
delle molte assenze, quasi tutte motivate da infortunio. Ufficialmente solo Ralph Knibbs del Bristol, originario delle Indie occidentali, rifiutò la convocazione per motivi politici.

## Bilancio (tra parentesi i test ufficiali)
- Giocate: 7 (2)
- Vinte: 4 (0)
- Pareggiate: 1 (0)
- Perse: 2 (2)
- Punti fatti 156 (24)
- Punti subiti 145 (68).

## Risultati
| Durban 19 maggio 1984 | Currie Cup B Section | 21 – 31 | Inghilterra XV | Kings Park |

| Stellenbosch 23 maggio 1984 | South African Federation | 21 – 23 | Inghilterra XV | Dannie Craven |

| Città del Capo 26 maggio 1984 | Western Province | 15 – 15 | Inghilterra XV | Newlands |

| East London 30 maggio 1984 | South African rugby Association | 8 – 30 | Inghilterra XV | Border RUG |

| Port Elizabeth 2 giugno 1984 | Sudafrica | 33 – 15 | Inghilterra | Boet Erasmus |

| Sasolburg 5 giugno 1984 | Country District | 12 – 33 | Inghilterra XV | De Villiers |

| Johannesburg 9 giugno 1984 | Sudafrica | 35 – 9 | Inghilterra | Ellis park |

## Squadra
- Tour Manager: C.R. Jacobs
- Team Manager: W.G.D. Morgan
- Allenatore: J.R.H. Greenwood
- Capitano: J.P. Scott (Cardiff)
- Estremi
  - W.H. Hare (Leicester)
  - N.C. Stringer (Wasps)

### Tre-quarti
- - M.D. Bailey (Cambridge University)
  - S.B. Burnhill (Loughborough College)
  - P.W. Dodge (Leicester)
  - J.A. Palmer (Bath)
  - A.M. Swift (Swansea)
  - D.M. Trick (Bath)
- Mediani
  - G.H. Davies (Wasps)
  - R.J. Hill (Bath)
  - J.P. Horton (Bath)
  - N.G. Youngs (Leicester)
  - B. Barley (Wakefield)(sostituto)
- Avanti
  - P.J. Blakeway (Gloucester)
  - S.E. Brain (Coventry)
  - C.J.S. Butcher (Harlequins)
  - D.A. Cusani (Orrel)
  - J.H. Fidler (Gloucester)
  - J.P. Hall (Bath)
  - S.G.F. Mills (Gloucester)
  - G.S. Pearce (Northampton)
  - M. Preedy (Gloucester)
  - P.A.G. Rendall (Wasps)
  - G.W. Rees (Nottingham)
  - J.P. Scott (Cardiff)
  - M.C. Teague (Gloucester)
  - P.J. Winterbottom (Headingley)